# Хуншань (Ухань)
Хунша́нь (кит. упр. 洪山, пиньинь Hóngshān) — район городского подчинения города субпровинциального значения Ухань провинции Хубэй (КНР).

## История
Исторически эти места входили в состав уезда Цзянся (江夏县). После Синьхайской революции уезд Цзянся был в 1912 году переименован в уезд Учан (武昌县).
После того, как в 1949 году был образован город Ухань, в этих местах было образовано три пригородных района: Хуншань (洪山区), Утай (武泰区) и Ицзян (挹江区). В 1951 году они были объединены в район № 8 города Ухань (武汉市第八区), также называемый «Учанский пригородный район» (武昌郊区). В 1952 году он был расформирован, а его земли разделены между районами Наньху (南湖区) и Дунху (东湖区).
В 1955 году район № 7 уезда Учан и район Дунху города Ухань были объединены в район Хуншань города Ухань. В 1958 году все мелкие пригородные районы Уханя были расформированы, а вместо них был образован единый большой Пригородный район (郊区). В 1960 году он был расформирован, а в 1961 году был вновь создан район Хуншань.

## Административное деление
Район делится на 9 уличных комитетов и 1 волость.